# Jhalawar
Jhalawar – miasto w Indiach, w stanie Radżastan. W 2011 roku liczyło 66 919 mieszkańców.